# رونالد لانگون
رونالد لانگون (اسپانیایی: Ronald Langón‎؛ زادهٔ ۶ اوت ۱۹۳۹) بازیکن فوتبال اهل اروگوئه بود.
از باشگاه‌هایی که در آن بازی کرده‌است می‌توان به باشگاه فوتبال ناسیونال (اروگوئه) و باشگاه ورزشی دفنسور اشاره کرد.
وی همچنین در تیم ملی فوتبال اروگوئه بازی کرده‌است.